# Dario (djur)
För andra betydelser, se Dario.
Dario är ett släkte av fiskar. Dario ingår i familjen Badidae.
Arterna förekommer i Asien. De blir cirka 1,5 till 2,5 cm långa.
Arter enligt Catalogue of Life:
- scharlakansbadis (Dario dario)
- cinnoberbadis (Dario dayingensis)
- purpurbadis (Dario hysginon)

Fishbase listar ytterligare tre arter:
- Dario huli
- Dario kajal
- Dario urops